# La Paz (stad in Bolivia)
La Paz is de departementale hoofdstad van het departement La Paz en de administratieve hoofdstad van het land Bolivia. Bij de volkstelling van 2001 had de stad La Paz een bevolking van ongeveer één miljoen. La Paz ligt in een kloof, beneden een vlakte, op een hoogte van 3600 meter aan de rivier La Paz. Boven op de vlakte ligt de stad El Alto met de internationale luchthaven van La Paz, ook El Alto genaamd.
La Paz wordt frequent aangezien voor de hoogst gelegen hoofdstad ter wereld, maar de officiële hoofdstad van Bolivia is Sucre.

## Geschiedenis
De stad werd in 1548 gesticht door Alonso de Mendoza op de plaats van de inheemse nederzetting Chuquiago en heette oorspronkelijk Nuestra Señora de la Paz (Onze Lieve Vrouwe van de Vrede).
La Paz werd in 1898 de de facto zetel van de nationale overheid. Deze verandering was het gevolg van de overgang van de Boliviaanse economie afhankelijk van de grotendeels uitgeputte zilvermijnen van Potosí naar de exploitatie van tin dicht bij Oruro, en op de resulterende veranderingen in de distributie van de economische en politieke invloed van de diverse nationale elites.

## Bereikbaarheid
La Paz is te bereiken met de bus vanuit alle grote Boliviaanse steden maar ook vanuit  Peru. Vanaf La Paz loopt er een weg naar Oruro van waaruit Sucre, Potosí en het zuiden van het land te bereiken zijn. Ook Cochabamba, Santa Cruz de la Sierra, Tiwanaku (bij het Titicacameer) en Cuzco in Peru zijn goed bereikbaar. Ook lopen er routes over de beroemde Yungasweg over de Andes.
Binnen de stad La Paz bestaat sinds 2014 een netwerk van kabelbanen met de naam Mi Teleférico (oftewel: mijn kabelbaan). Anno 2021 zijn er tien lijnen in gebruik. De lijnen zijn gebouwd door het Oostenrijkse en Zwitserse Doppelmayr-Garaventa en verbinden onder andere de stad met El Alto.

## Sport
Voetbal is de belangrijkste sport in Bolivia. La Paz speelt een hoofdrol in het Boliviaanse voetbal. Met recordkampioen Club Bolívar en The Strongest komen de meest succesvolle clubs van het land uit deze stad. Beide clubs spelen doorgaans in het Estadio Hernando Siles. Dit stadion fungeert eveneens als thuisbasis van het Boliviaans voetbalelftal. Het spelen van internationale wedstrijden in Estadio Hernando Siles is niet onomstreden. Doordat het stadion 3.637 meter boven zeeniveau ligt, zijn buitenlandse tegenstanders vaak onvoldoende voorbereid en geacclimatiseerd. Dit geeft het Boliviaans nationaal elftal een enorm thuisvoordeel.

## Geboren
- Andrés de Santa Cruz (1792-1865), president van Peru en Bolivia
- Carlos Ponce Sanginés (1925-2005), archeoloog en restaurator, bracht een groot deel van zijn leven door aan de studie van Tiwanaku.
- Jaime Escalante (1930-2010), Boliviaans-Amerikaans wiskundeleraar
- Ramiro Blacutt (1944-2024), voetballer en voetbalcoach
- Óscar Ortubé (1944-2024), voetbalscheidsrechter
- René Blattmann (1948), rechtsgeleerde, politicus en rechter
- Carlos Mesa (1953), president van Bolivia (2003-2005)
- Mario Pinedo (1964), voetballer
- Demetrio Angola (1965), voetballer
- Juan Manuel Peña (1973), voetballer
- Sergio Galarza (1975), voetballer
- Joaquín Botero (1977), voetballer
- Raúl Castro (1989), voetballer
- Daniel Chávez (1990), voetballer
- Jaime Arrascaita (1993), voetballer

## Galerij

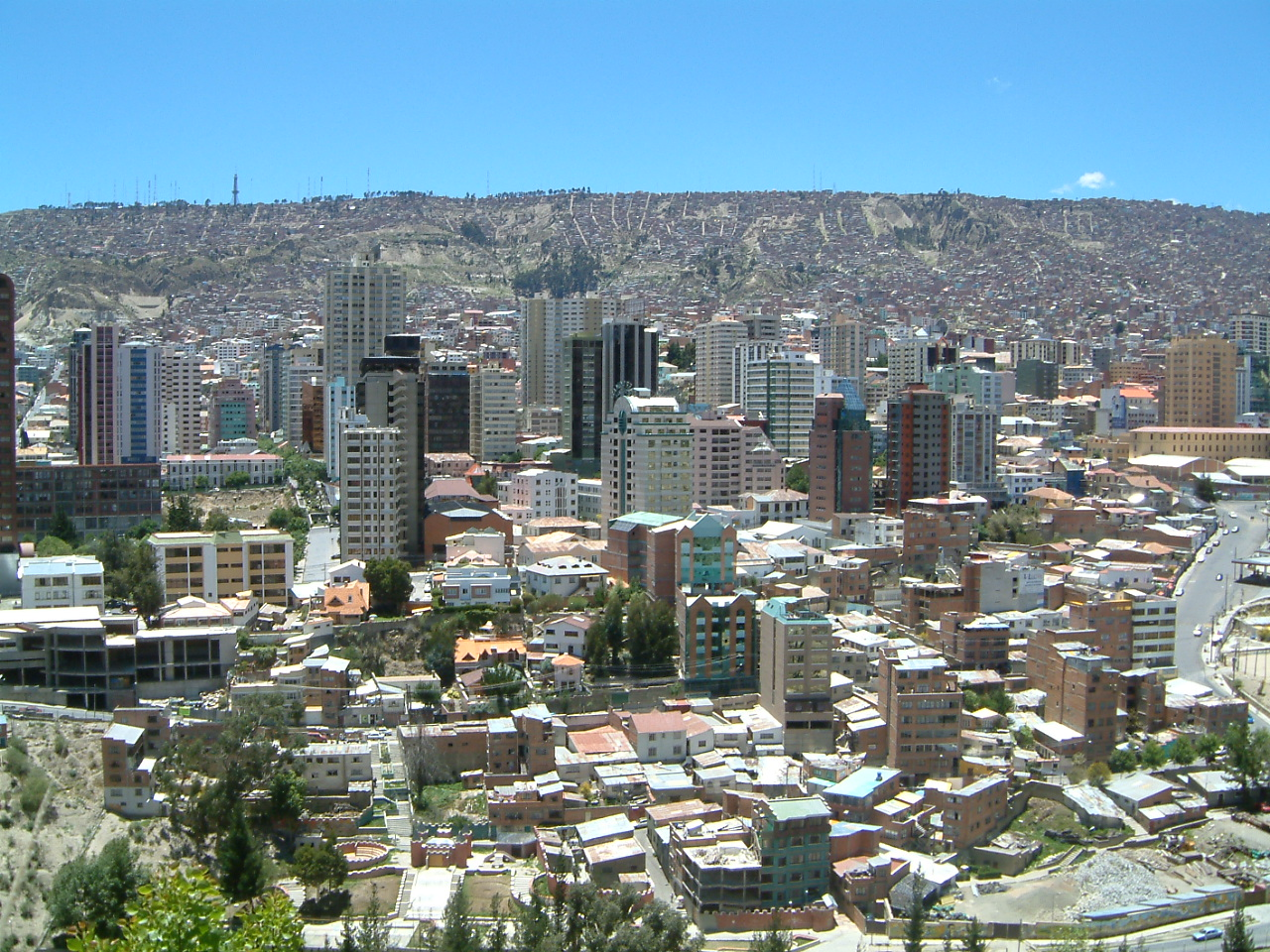
Het centrum van La Paz
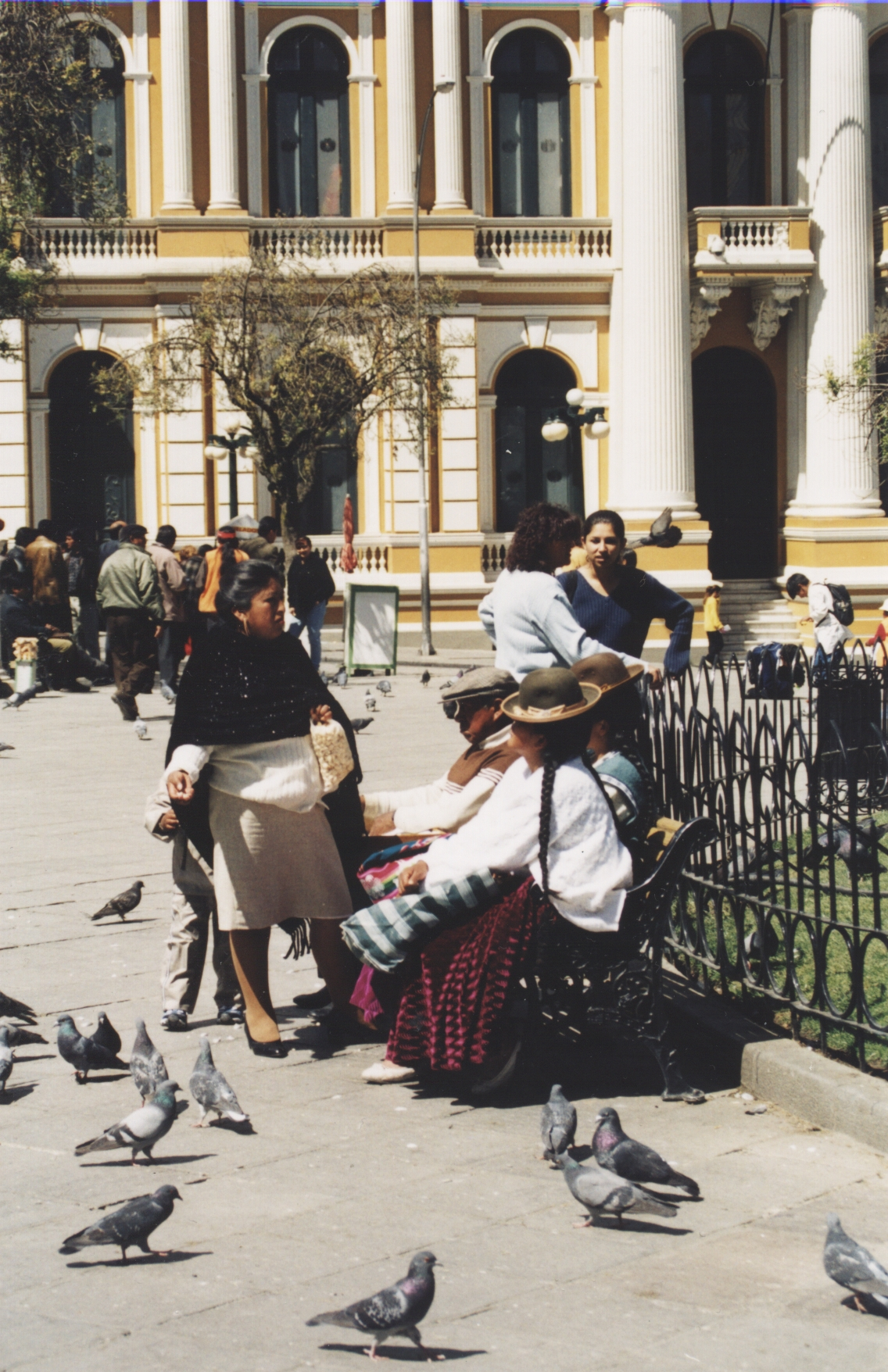
Murillo-plein
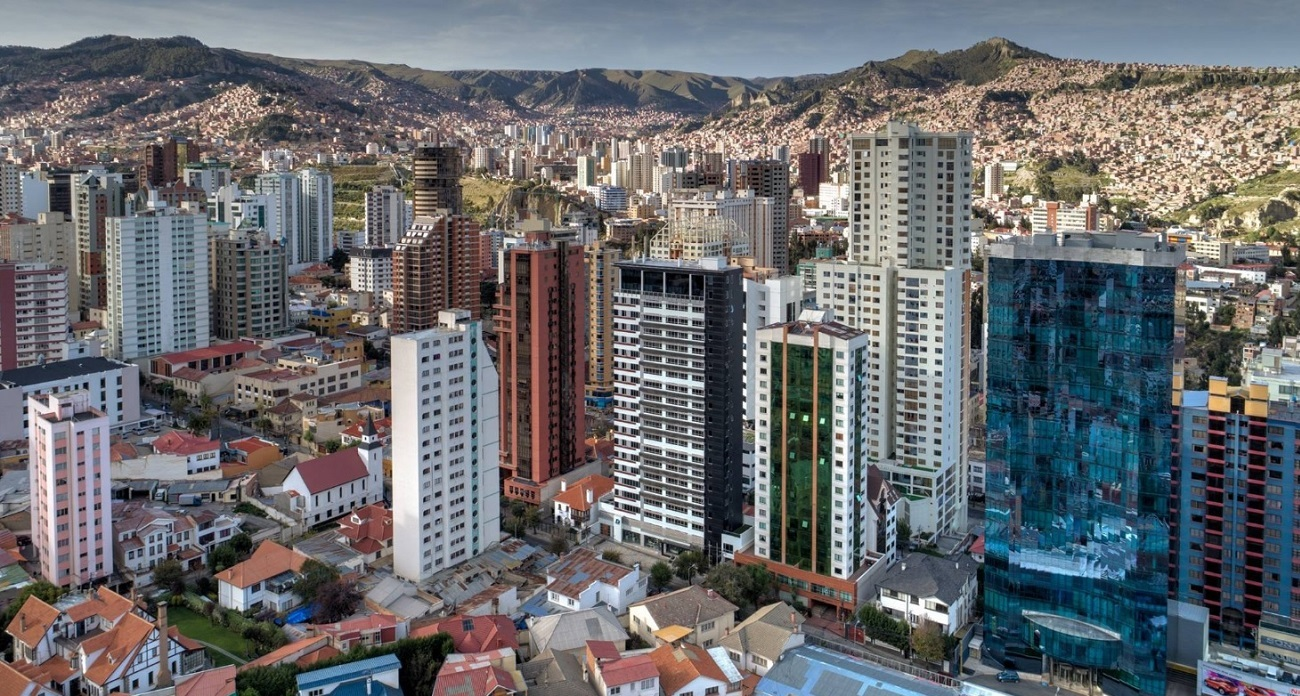
De wijk Sopocachi
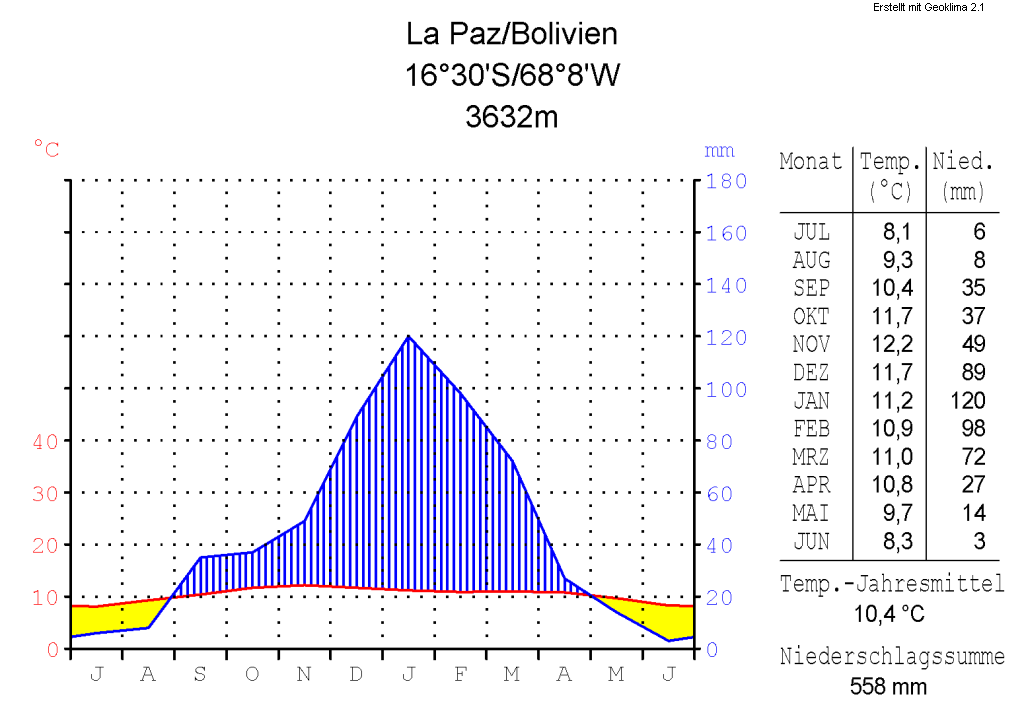
Klimaatdiagram